# Futsal do Sporting Clube de Braga
O Sporting Clube de Braga é uma equipa de futsal. Assume a designação atual desde 2024, quando o SC Braga e a Associação Académica da Universidade do Minho anunciaram o fim da relação protocolar da fusão de ambas as equipas de futsal numa só, passando o Braga a atuar a solo a partir de então.

## História
Desde 2007, assumiu a designação Sporting Clube de Braga - Associação Académica da Universidade do Minho quando o SC Braga e a Associação Académica da Universidade do Minho assinaram um protocolo, resultando na fusão de ambas as equipas de futsal numa só.
Contudo ao fim de 16 anos, no início da temporada 2024/25, é anunciada o fim da parceira entre o SC Braga e a AAUM. Todavia, a AAUMinho indica que faz 2 anos que não disponibiliza qualquer financiamento, altura em que é formalizada a rutura da ligação das duas instituições, alegando dificuldades em comportar os custos elevados da modalidade.
A equipa sénior compete atualmente no Campeonato Português de Futsal. Para além da presença em duas finais da Taça de Portugal e uma final da Taça da Liga, o clube foi vice campeão nacional na sua 8º participação na divisão principal do futsal em 2016/17 e mais tarde em 2023/24.
Na época 2017/18 voltou a fazer história ao tornar-se apenas na 3ª equipa portuguesa a disputar a UEFA Futsal Cup, tendo chegado à Ronda de Elite. Na época 2024/25 participou na Liga dos Campeões de Futsal da UEFA e chegou à Ronda de Elite pela segunda vez.

Antigo emblema SC Braga/AAUM

## Plantel
| N.º | Posição      | Jogador         |
| --- | ------------ | --------------- |
| –   | Guarda-Redes | João Costa      |
| 1   | Guarda-Redes | Pedro Nunes     |
| 2   | Guarda-Redes | Dudu            |
| 31  | Guarda-Redes | Deivd           |
| 3   | Fixo         | Tiago Sousa     |
| 9   | Fixo         | Ricardo Lopes   |
| 96  | Fixo/Ala     | Ygor Mota       |
| –   | Universal    | Renato Teixeira |
| –   | Universal    | Lucas Gomes     |
| 5   | Universal    | Fábio Cecílio   |
| –   | Ala          | Leandro Ribeiro |
| 6   | Ala          | Tiago Brito     |
| 7   | Ala          | Tiago Correia   |
| 8   | Ala          | Rafael Henmi    |
| 10  | Ala          | Robinho         |
| 13  | Ala          | Bebé            |
| 15  | Ala          | Dinis Lopes     |
| 71  | Ala          | Bruno Soares    |
| 4   | Pivô         | Ítalo Rossetti  |
| 11  | Pivô         | Allan Guilherme |

| Equipa Técnica  | Equipa Técnica  | Equipa Técnica    | Equipa Técnica    | Equipa Técnica    |
| --------------- | --------------- | ----------------- | ----------------- | ----------------- |
| Joel Rocha      | Joel Rocha      | Treinador         | Treinador         | Treinador         |
| Cláudio Martins | Cláudio Martins | Treinador Adjunto | Treinador Adjunto | Treinador Adjunto |
| Pedro Holstein  | Pedro Holstein  | Treinador Adjunto | Treinador Adjunto | Treinador Adjunto |
| Equipa Médica   |                 |                   |                   |                   |
| João Silva      | João Silva      | Psicólogo         | Psicólogo         | Psicólogo         |

 Atualizado em 1 de setembro de 2023

## Registo internacional
UEFA Futsal Cup/Liga dos Campeões de Futsal
- 2017/18 — Grupos de Elite
- 2024/25 — Grupos de Elite

## Títulos
- Taça de Portugal de Futsal: (1) - 2023/24
- Supertaça Portuguesa de Futsal: (1) - 2024